# Augustin Bizimana
Augustin Bizimana (Gituza, província de Byumba 1954- agost 2000) és un polític de Ruanda. És conegut principalment pel seu suposat paper en el genocidi ruandès.
Membre de l'ètnia hutu, Bizimana va ocupar el càrrec de ministre de Defensa al govern de Juvénal Habyarimana el 18 de juliol de 1993.
Després de l'assassinat d'Habyarimana, Bizimana es va convertir en Ministre de Defensa en el govern interí ruandès fins a mitjans de juliol de 1994. Entre els seus poders es trobava el control de la possessió d'armes per part de la població civil i el control de les Forces Armades de Ruanda (FAR) l'exèrcit del govern.
A diferència d'altres membres de l'antic règim, Bizimana morir i no ha pogut ser detingut, tot i que el Tribunal Penal Internacional per a Ruanda va dictar una ordre judicial contra ell.